# Evadne (filla d'Ifis)
Evadne (en grec antic: Εὐάδνη, 'Euadne'), segons la mitologia grega, era una filla d'Ifis, rei d'Argos.
Es va casar amb Capaneu i va ser la mare d'Estènel.
El seu marit va morir a la guerra dels set Cabdills contra Tebes, i ella es va suïcidar llançant-se a la seva pira funerària.